# Verchnjaja Ters'
Il Verchnjaja Ters' (in russo  Верхняя Терсь?; Ters' Superiore) è un fiume della Russia, nella Siberia occidentale, affluente di destra del Tom'. Scorre nel Novokuzneckij rajon dell'Oblast' di Kemerovo.

## Descrizione
Il Verchnjaja Ters' scende dal versante occidentale dei monti Kuzneckij Alatau, vicino al confine con la Chakassia. La lunghezza del fiume è di 95 km, l'area del bacino è di 1 030 km². La sua portata media annua alla foce è di 42,25 m³/s. È un tipico fiume di montagna che scorre per un lungo tratto in una stretta valle. Sfocia nel Tom' a 519 km dalla sua foce, presso il villaggio di Osinovoe Plëso (Осиновое Плёсо). La caduta totale del fiume dalla sorgente alla foce è di 1000 metri. Suo affluente (da destra) è la Verchnjaja Maganakova (Верхняя Маганакова). 
Lungo il fiume si trova il piccolo insediamento di Zagadnoe (Загадное).